# Merapi
Merapi (indon. Gunung Merapi – Ohňová hora) je aktivní stratovulkán, nacházející se v centrální části indonéského ostrova Jáva. Sopka patří mezi nejaktivnější vulkány země a pro své úpatí, kde žijí tisíce obyvatel, představuje značnou hrozbu. Její vulkanismus doprovází nebezpečné jevy (pyroklastické proudy), jenž si v minulosti vyžádaly tisíce obětí. V blízkosti hory se rovněž nachází město Yogyakarta, čítající více než 400 tisíc obyvatel. Z těchto důvodů je zapsána do seznamu Decade Volcanoes, podobně jako dalších patnáct světových sopek. 

## Historie erupcí
V roce 1006 byla velká erupce příčinou úpadku království Mataram a následné expanze islámu do oblasti. Od roku 1548 bylo zaznamenáno přibližně 60 erupcí, některé i s oběťmi na životech. Katastrofická erupce se odehrála v roce 1930, kdy měla za následek 1 300 lidských obětí. V roce 1994, kdy došlo ke kolapsu lávového dómu vyprodukovala sopka pyroklastické proudy, které prošly vzdálenost několika kilometrů a vyžádaly si 43 obětí na životech. V současné době (březen 2023) zůstává Merapi stále činná. 

## Sopečná aktivita
Merapi je jedna z nejmladších sopek Jávy. Její aktivita, jakož i aktivita ostatních sopek na Jávě je zapříčiněna subdukcí australské desky pod sundskou. Stratigrafické záznamy odhalily, že erupce v oblasti Merapi započaly před 400 000 lety a až do roku 10 000 před naším letopočtem šlo převážně o efuzívní výlevy bazaltových láv. Později se začala charakteristika erupcí měnit, až po dnešní explozivní erupce andezitů, s tvorbou dómů. Jejich kolapsy způsobují vznik častých pyroklastických proudů.

## Galerie

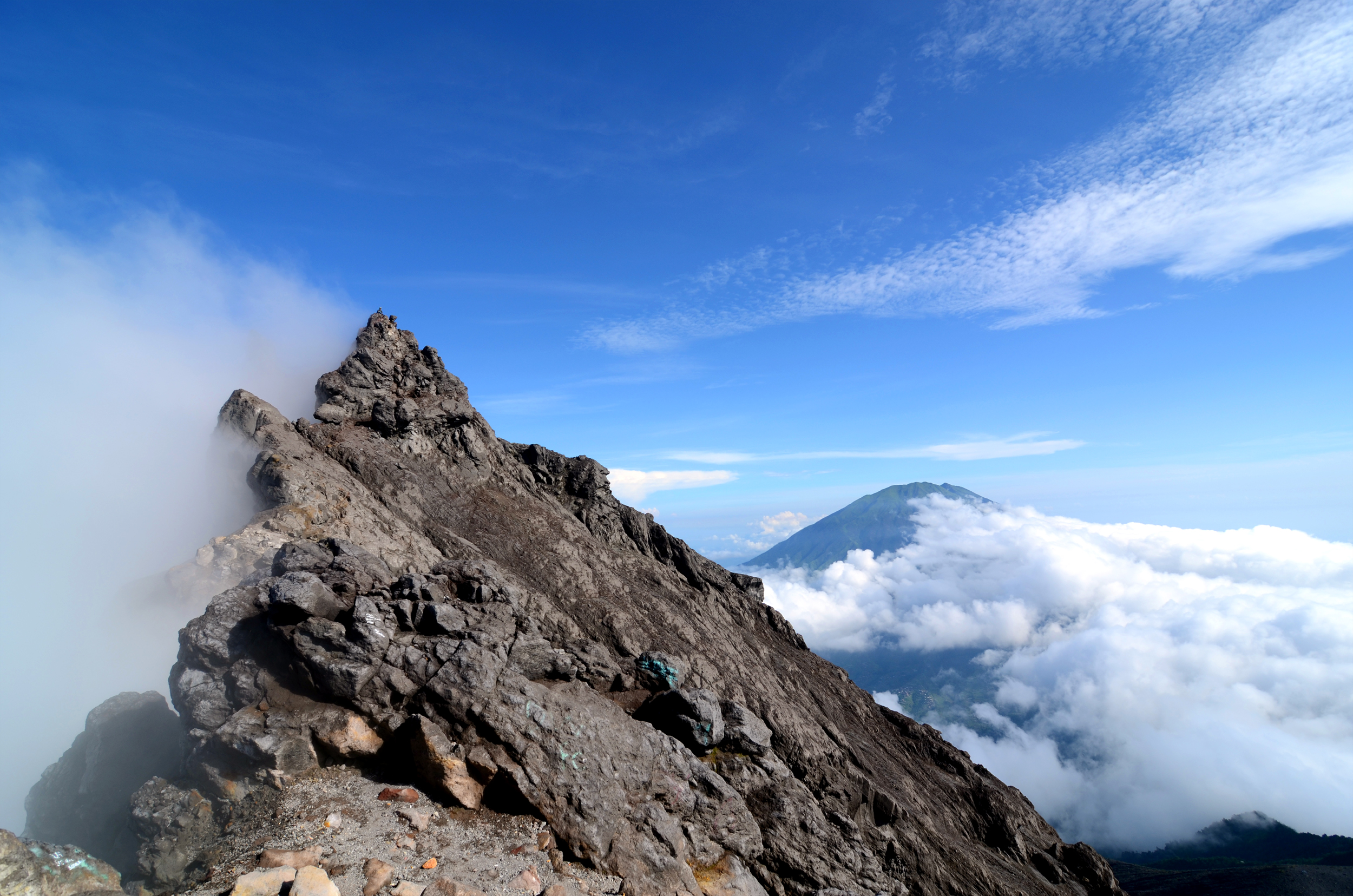
Vrchol.
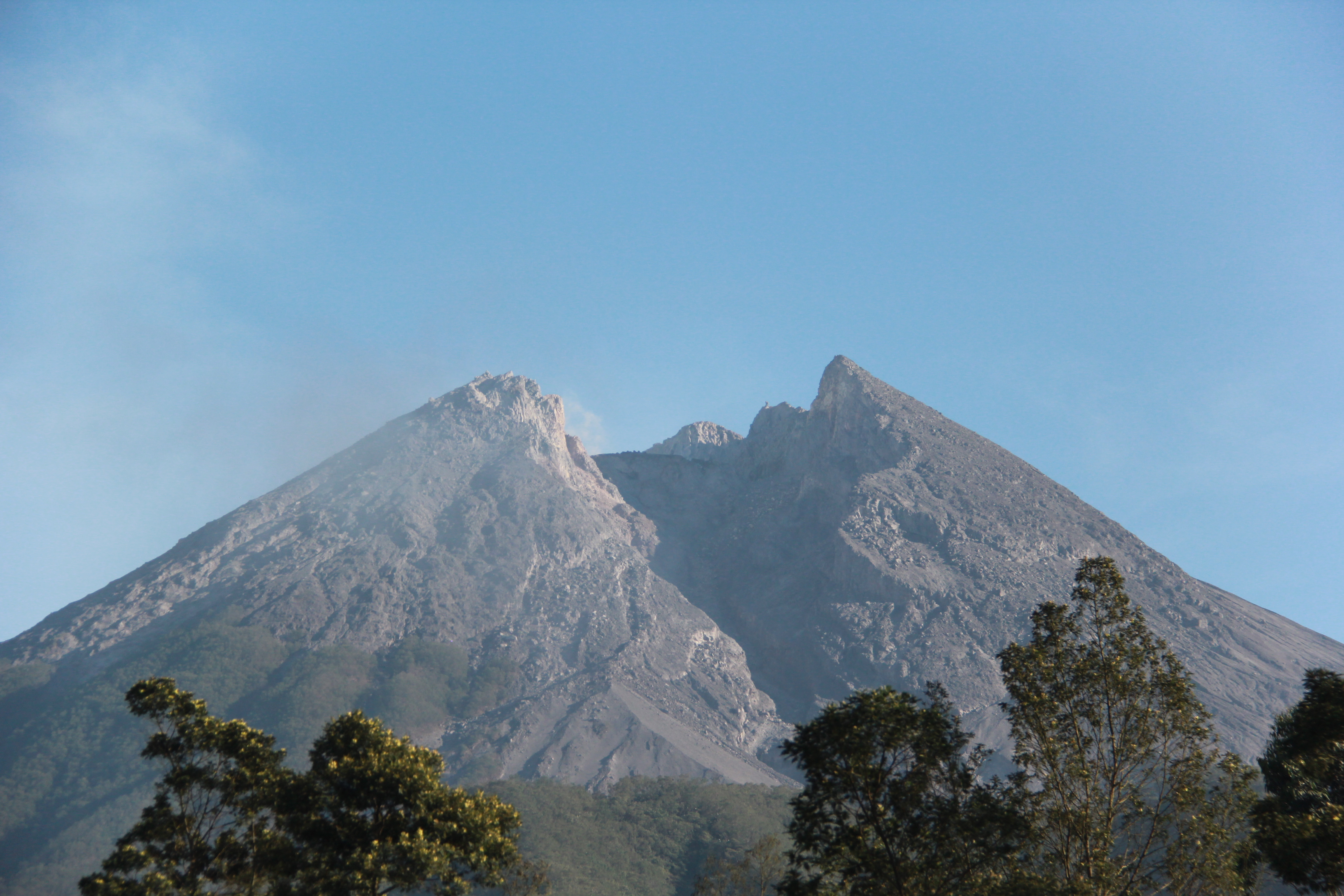
Vrcholová část.
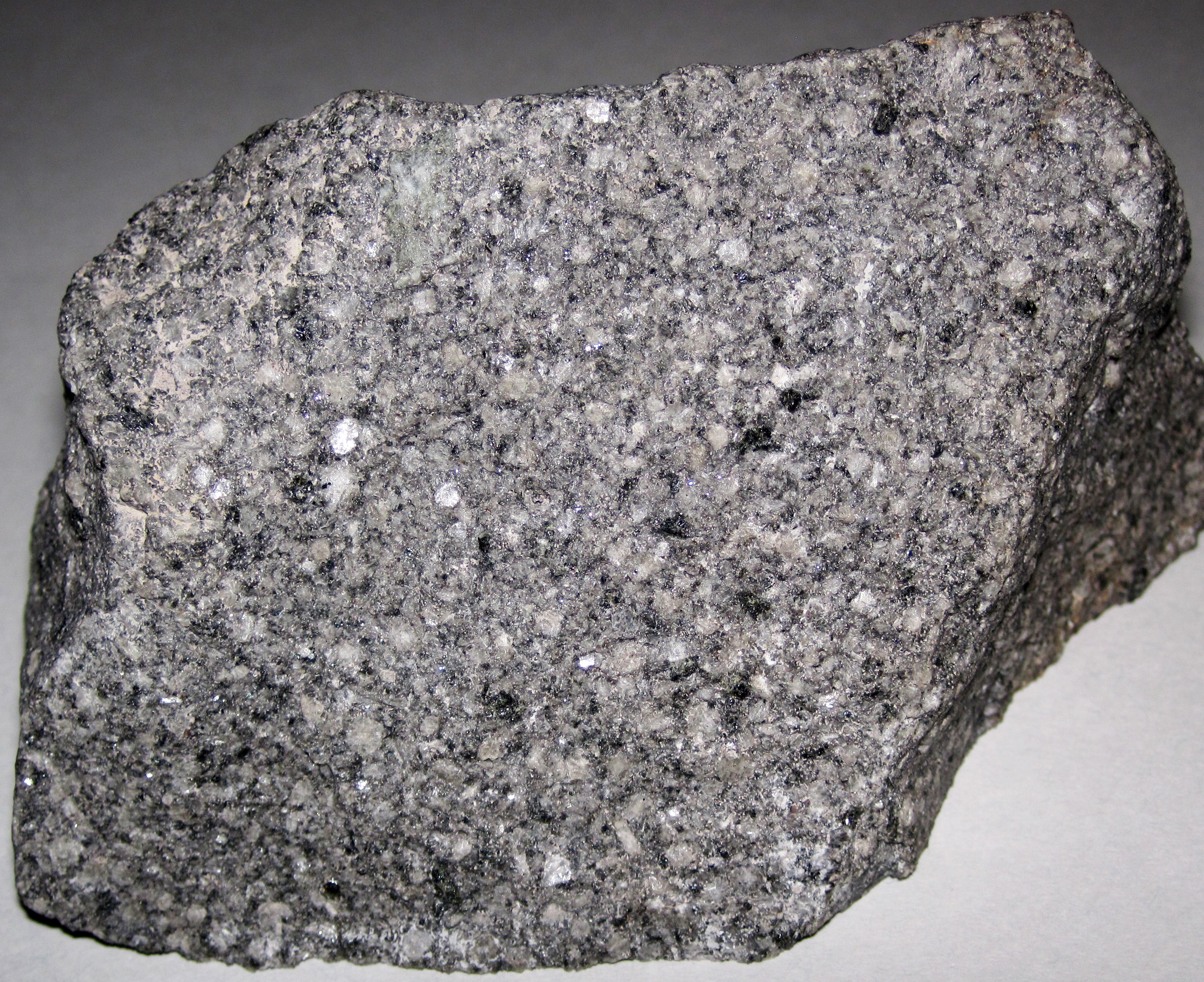
Porfyrický bazaltický andezit.
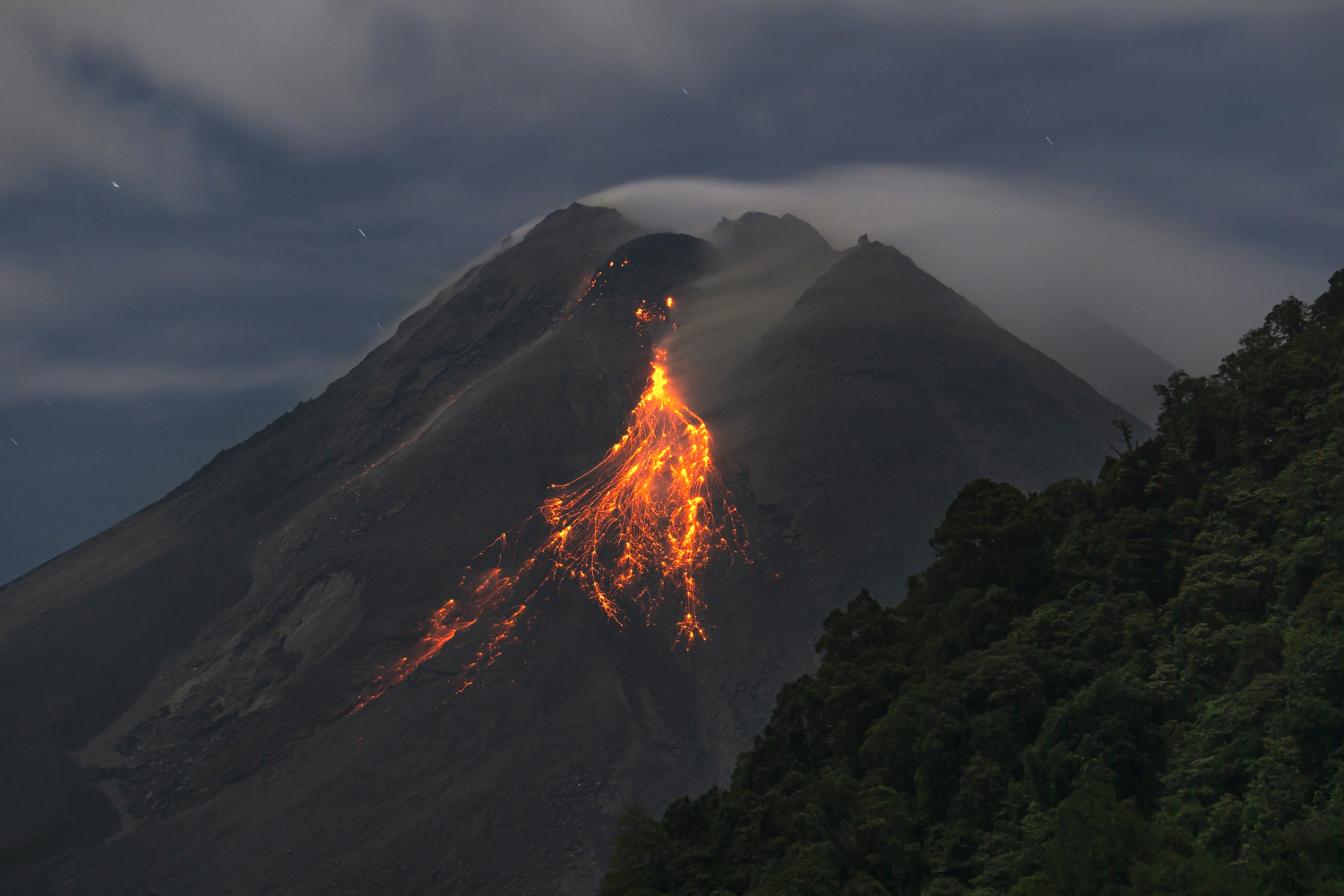
Drolení lávového dómu.
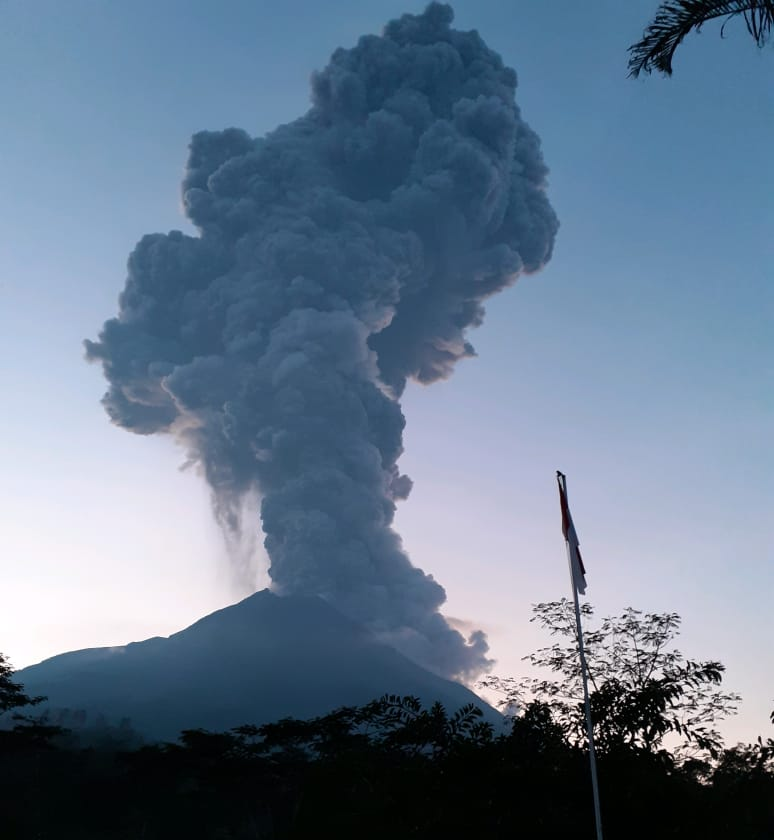
Erupce (2020).
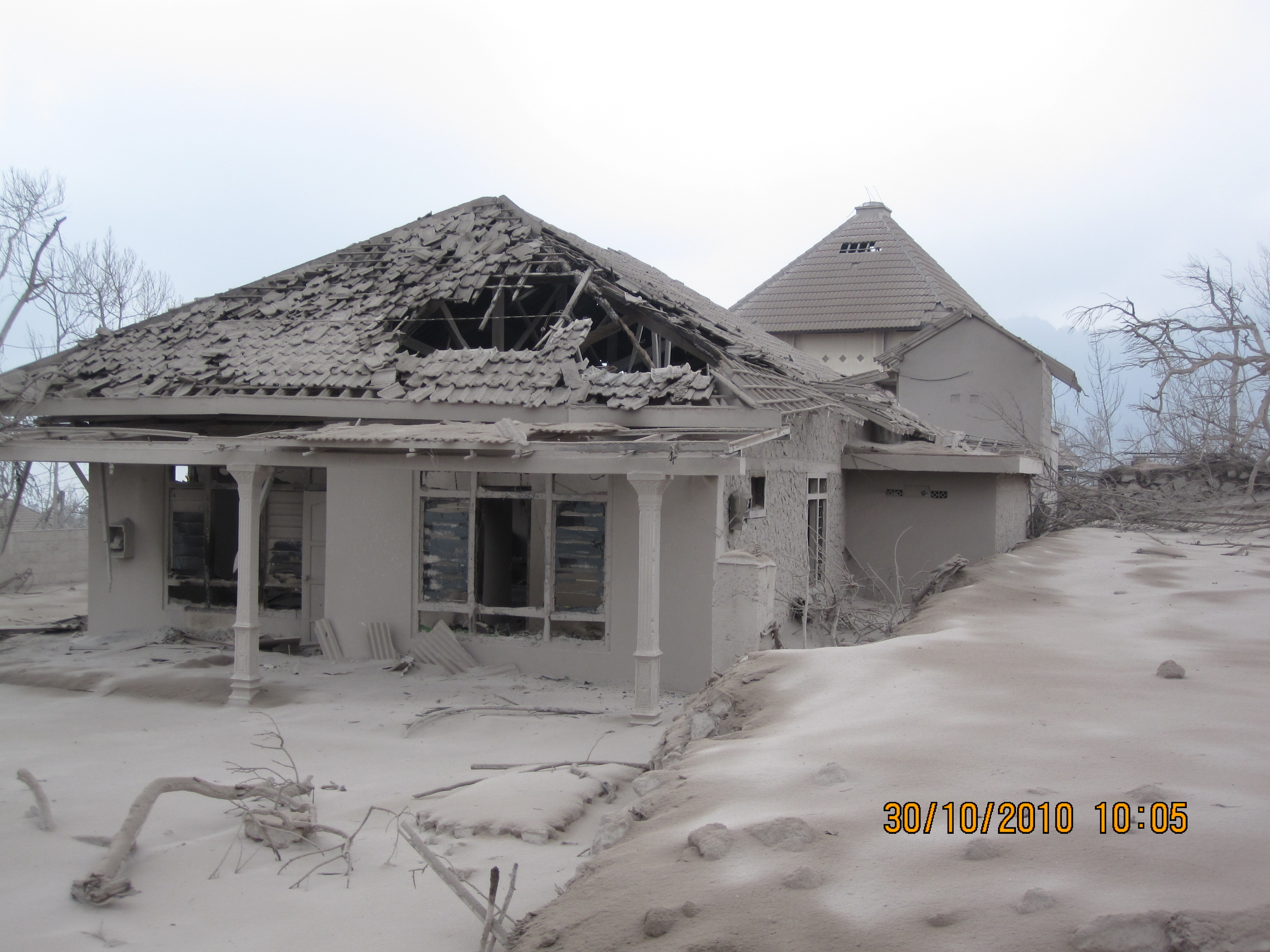
Sopečným spadem poškozený dům (2010).